# Kronach (flod)
Kronach er en flod i Landkreis Kronach (Oberfranken) i Bayern, Tyskland. Floden kendes i det 15. århundrede under navnet Cranach. Kronach opstår ved sammenløbet af Kremnitz og Grümpel.

## Forløb
Kronach er kun cirka 8 km lang. Følgende floder munder ud i Kronach:
Eibenbach, Tiefenbach, Trebesbach, Remschlitz og Hainbach.
Kronach løber gennem landsbyerne Steinberg, Friesen, Dörfles og byen Kronach, hvor den løber ud i Haßlach.